# Euryopis splendida
Euryopis splendida är en spindelart som först beskrevs av Simon 1889.  Euryopis splendida ingår i släktet Euryopis och familjen klotspindlar.
Artens utbredningsområde är Nya Kaledonien. Inga underarter finns listade i Catalogue of Life.